# Chester E. Holifield
Chester Earl Holifield (ur. 3 grudnia 1903 w Mayfield, zm. 6 lutego 1995) – amerykański polityk, członek Partii Demokratycznej.

## Działalność polityczna
W okresie od 3 stycznia 1943 do 31 grudnia 1974 przez szesnaście kadencji był przedstawicielem 19. okręgu wyborczego w stanie Kalifornia w Izbie Reprezentantów Stanów Zjednoczonych.